# Cheick Doukouré
Cheick Kader Doukouré (* 11. září 1992, Abidžan) je fotbalový záložník z Pobřeží slonoviny, v současnosti hráč klubu Aris Soluň. Nastupuje i za fotbalovou reprezentaci Pobřeží slonoviny. V mládežnických kategoriích reprezentoval Francii.

## Klubová kariéra
S profesionálním fotbalem začínal ve Francii v klubu FC Lorient, odkud odešel v létě 2012 na roční ostování do klubu SAS Épinal. V létě 2014 přestoupil do FC Metz (neboli FC Méty).V létě 2017 přestoupil do španělského druholigového klubu Levante UD.

## Reprezentační kariéra

### Francie
Doukoré hrál za mládežnické reprezentace Francie U18 (v roce 2009 dva zápasy) a U19 (v roce 2011 čtyři zápasy).

### Pobřeží slonoviny
V A-mužstvu Pobřeží slonoviny debutoval začátkem roku 2015.

Zúčastnil se Afrického poháru národů 2015 v Rovníkové Guineji, kde s týmem získal zlatou medaili.